# Palau de Congressos i Auditori Kursaal
El Palau de Congressos i Auditori Kursaal és un complex arquitectònic constituït per un auditori, una gran sala de cambra, sales polivalents i sales d'exposicions, projectat per Rafael Moneo i situat a Sant Sebastià (País Basc). S'inaugurà el 1999, i des de llavors és la seu principal del Festival Internacional de Cinema de Sant Sebastià que se celebra cada any a finals del mes de setembre.

## Història

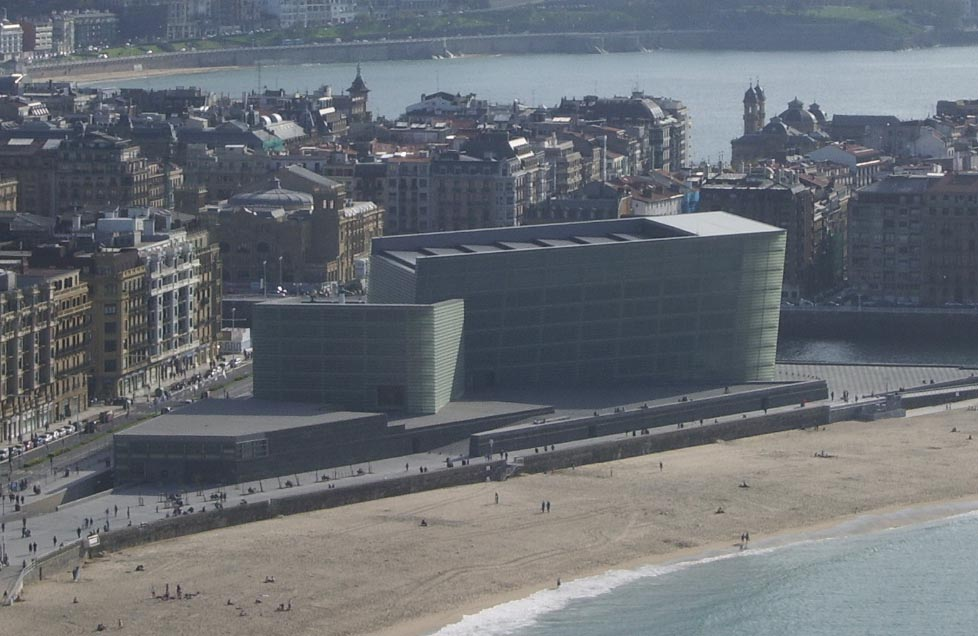
Palau de Congressos i Auditori Kursaal

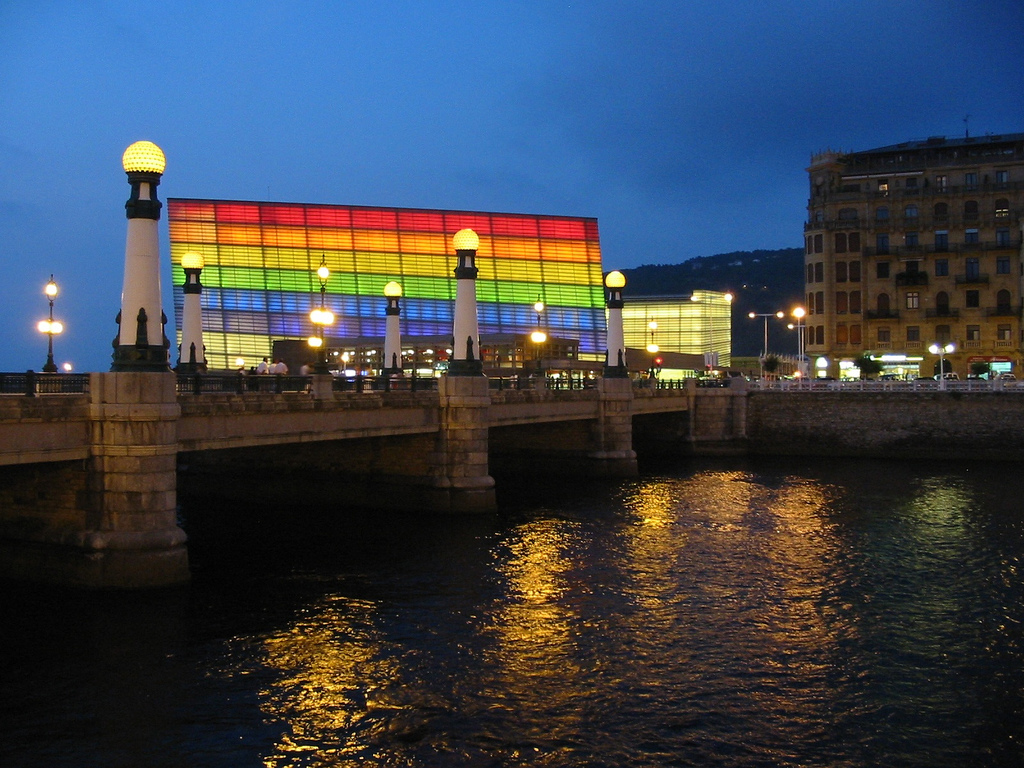
Vista nocturna de l'Auditori Kursaal

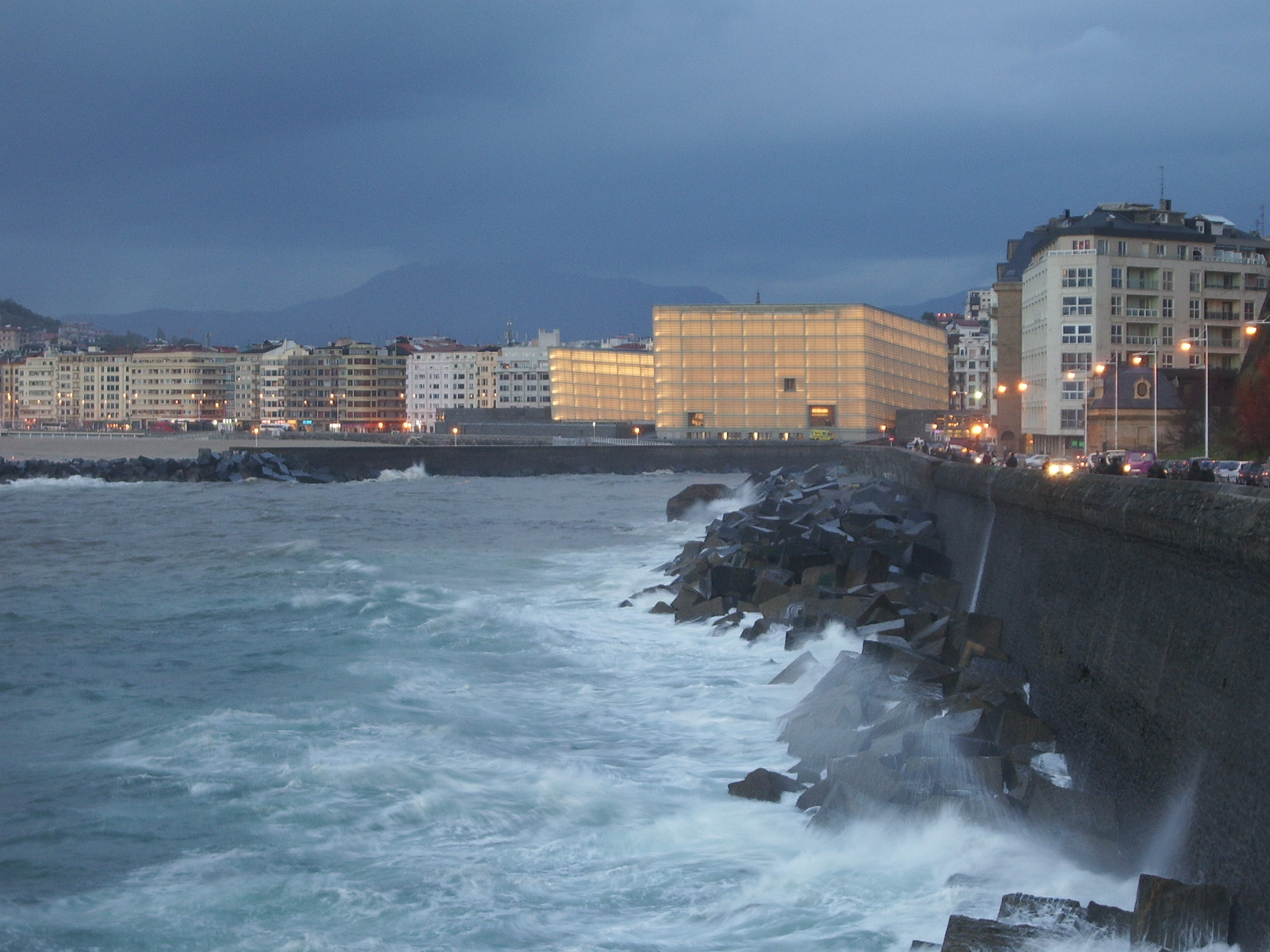
Vista del Kursaal des del Paseo Nuevo, a l'altra riba del riu Urumea

### Situació: solar K
Amb l'enderrocament del Gran Kursaal (palau construït l'any 1921 que incorporava un casino, un restaurant, sales de cine i diverses sales complementàries, així com un teatre amb capacitat per 859 espectadors situat davant la platja de Gros i al costat de la desembocadura del riu Urumea) en 1973, quedà lliure un solar que rebé el nom de Solar K. Fou destacada l'absència de qualsevol tipus d'estructura arquitectònica o d'adequació d'un espai situat en un lloc tan privilegiat com aquest durant tants anys. L'aprovació del projecte definitiu va tenir una llarga història, amb un primer projecte que s'aprovaria l'any 1965.

### Projectes rebutjats
En el moment de l'enderrocament ja s'havia convocat un concurs públic de projectes, entre els que se'n va seleccionar un. Degut a la dificultat de construcció, fou finalment rebutjat.
Un nou projecte fou presentat l'any 1972. Després de la correcció de certs aspectes de l'edifici que no agradaren als organismes municipals de Sant Sebastià, s'inicià la construcció de l'edifici el 1975. Tanmateix, les obres s'aturaren durant un temps després de la construcció del mur perimetral i els fonaments. Durant aquest interval de temps, el solar passà de mans privades a mans públiques, fet que originà la constitució d'un consorci integrat per diverses institucions públiques compromeses amb la construcció d'un nou edifici i el finançament d'aquest.

### Elecció definitiva
Aparcat el projecte de 1972, i centrat l'Ajuntament de Sant Sebastià en l'opció de construir un gran auditori en el Solar K, el 1989 es convocà una consulta tècnica a la que assisteixen sis arquitectes de nivell internacional: Mario Botta, Norman Foster, Arata Isozaki, Rafael Moneo, Juan Carlos Baldeweg i Luís Peña Ganchegi. Dels sis projectes presentats s'escollí el de l'arquitecte navarrès Rafael Moneo per l'"encert en la consideració del Solar K com un accident geogràfic a la desembocadura de l'Urumea, per l'alliberament d'espais públics com a plataformes obertes al mar i especialment per la rotunditat, coratge i originalitat de la proposta" tal com explicà la resolució del jurat.

### Inici i finalització de les obres
Després de redactar el projecte entre 1991 i 1994, el 1995 s'aprovà definitivament l'inici de les obres, que s'iniciaren el 1996 i que no finalitzarien fins al 1999. Durant el desenvolupament de les obres es produïren certs problemes de finançament, sobre tot davant la negativa del Govern Basc (que aportaria el 16% dels costos totals de l'obra) d'ampliar els fons destinats a la construcció. Resolts aquests problemes, les obres (amb l'enrunament fortuït d'una escala interior inclòs) finalitzaren l'any 1999.
L'impacte inicial en el paisatge urbà de Sant Sebastià, caracteritzat per la seva arquitectura clàssica d'estil francès, resultà negatiu per a bona part dels donostiarres : a la pedra típica dels edificis donostiarres i a les seves formes clàssiques i guarnides, es contraposava un edifici de línies rectes i formes geomètriques construït en vidre. La importància de l'edifici, inaugurat el 23 d'agost de 1999 amb un concert de l'Orquestra Simfònica d'Euskadi i Ainhoa Arteta, quedà eclipsada per la construcció paral·lela del Museu Guggenheim (Bilbao), amb un cost superior al del Kursaal.
Malgrat això, després d'un període d'adaptació i gràcies a l'impacte positiu de l'edifici sobre l'economia, el turisme i la vida cultural de Sant Sebastià, avui la gran majoria dels donostiarres aprecia l'edifici i en recolza la construcció.

## L'edifici

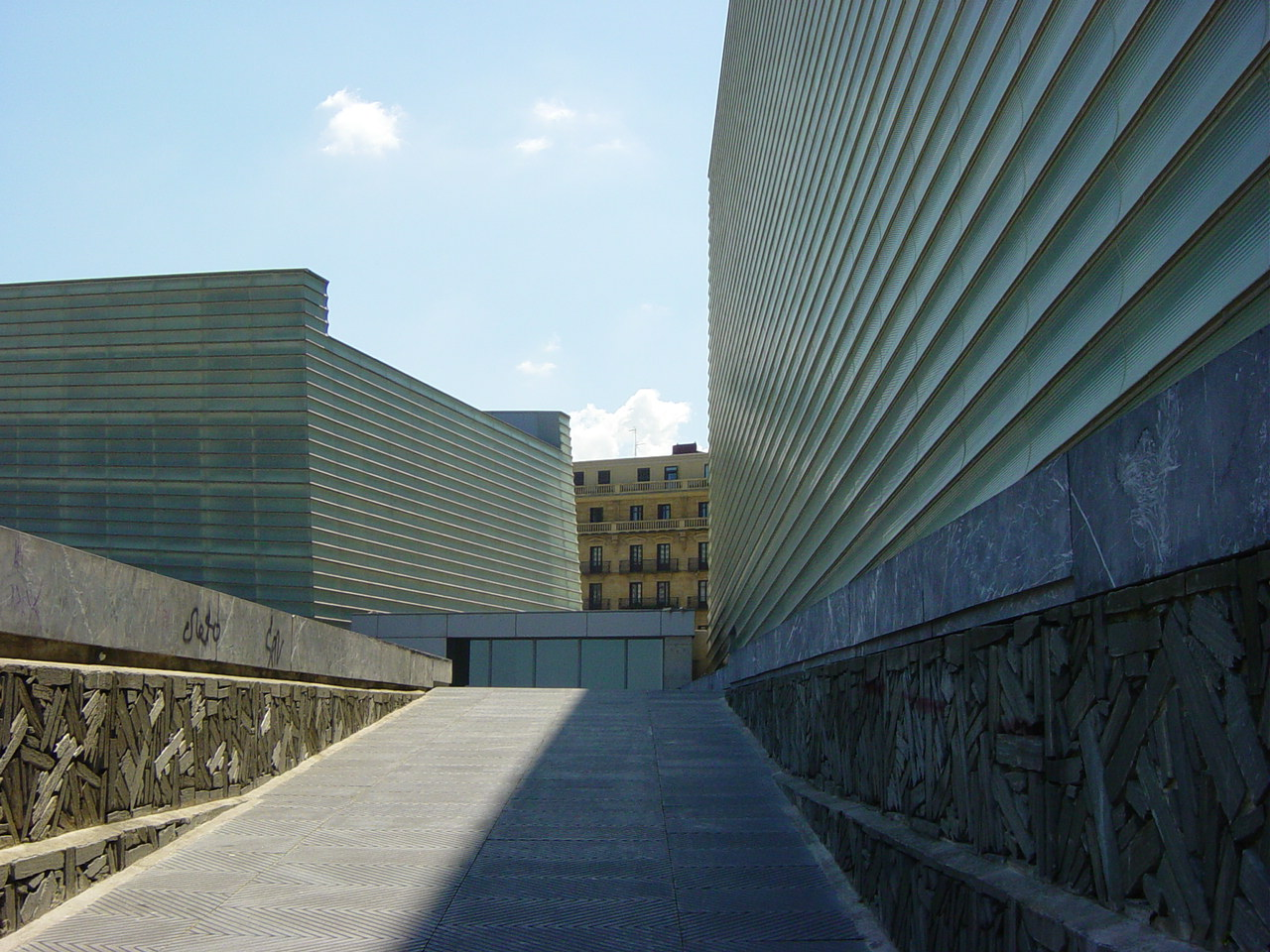
Vista de la terrassa del Kursaal entre el cub gran (dr.) i el petit (esq.)

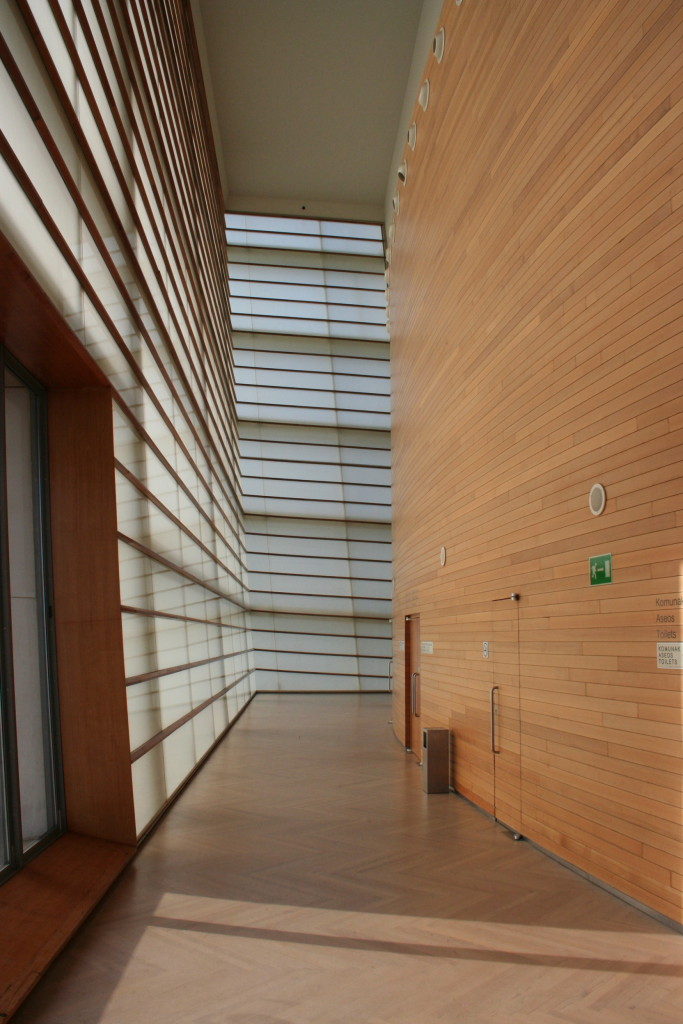
Interior de l'Auditori Kursaal, buit format entre les parets de vidre i el recinte de fusta que acull l'auditori

Està constituït, principalment, per dos grans volums prismàtics que emergeixen d'una plataforma. Cada cub, com popularment se'ls anomena, està format per un prisma interior d'obra que configura interiorment una sala, tancada per una doble paret formada per panells translúcids de vidre prensat subjectes a una estructura metàl·lica que abraça també els vestíbuls i els passadissos.
Entre els dos cubs es forma una gran superfície o terrassa transitable i amb vistes al mar, tant a la Platja de la Zurriola com a la desembocadura del riu Urumea. En aquesta terrassa, a dues alçades diferents, s'organitzen diferents concerts del Festival de Jazz de Sant Sebastià així com d'altres activitats durant les festes de la Semana Grande donostiarra.
- Auditori
Rafael Moneo rebé l'encàrrec inicial de dissenyar un "auditori", és a dir, un recinte la funció del qual fos la d'acollir concerts simfònics o espectacles similars. Moneo rebé l'ordre de transformar l'auditori en un "teatre amb possibilitat d'oferir òpera". Òbviament aquest concepte de sala és molt diferent a l'inicialement proposat, car en ell, el fossat orquestral i la tramoia tenen un paper fonamental. Aquests requeriments patiren en el projecte definitiu les limitacions pròpies d'una reestructuració de la idea inicial, de forma que les possibilitats que posseeix la sala principal del Kursaal per oferir grans muntatges d'òpera són molt limitades, encara que pot acollir representacions de complexitat mitjana. Té capacitat per a 1800 espectadors. Està situada dins el cub gran, el més proper al riu, i és l'utilitzat per a grans activitats. Per representacions operístiques posseeix un fossat, que es forma mitjançant el descens de la part davantera del terra del pati de butaques, així com un sistema de telons laterals que permeten modificar les característiques acústiques de la sala.

- Sala de Cambra
Té capacitat per a 600 espectadors i està situada en el cub petit. Té una tramoia d'alçada limitada, impedint l'ocultació de decorats penjats de les seves barres, por lo que no se poden realitzar grans canvis de decoració. té un ascensor de pianos a l'escenari.

- Sales polivalents
Es tracta de sales utilitzades per concerts, reunions, etc. d'aforament limitat.

- Sales d'exposicions
Són sales utilitzades per la celebració d'exposicions.

- Sala Kubo
Es tracta d'una sala d'exposicions dependent de la Kutxa, caixa d'estalvis.

L'edifici compta amb un restaurant regentat per Martín Berasategui, diversos comerços en els baixos i un aparcament.

## Estrenes destacades
El 21 de febrer de 2009 hi va tenir lloc, en versió de concert, l'estrena absoluta de l'òpera Juan José, amb llibret i música de Pablo Sorozábal, acabada el 1968.